# シタツンガ
シタツンガ（学名：Tragelaphus spekii）は、ウシ目（偶蹄目）ウシ科ブッシュバック属に分類される偶蹄類。

## 分布
アンゴラ、ウガンダ、ガボン、カメルーン、ガンビア、ギニア、ギニアビサウ、ケニア、コンゴ共和国、コンゴ民主共和国、ザンビア、スーダン、セネガル、赤道ギニア、タンザニア、チャド、中央アフリカ共和国、ナイジェリア、ナミビア、ブルキナファソ、ブルンジ、ベナン、ボツワナ、モザンビーク、ルワンダ

## 形態
体長140-170cm。肩高75-125cm。体重50-125kg。メスよりもオスの方が大型になる。背面には6-10本の横縞が入る。
蹄は長く幅がある。これにより面積が大きくなり体重を分散させることで、泥の上でも体が沈むことなく移動することができる。
オスの体毛は灰褐色で、メスの体毛はオスよりも明るい褐色。オスは太いやや湾曲した角を持つ。

## 分類
亜種は諸説あるが、今泉（1988）に従う。なお、和名は今泉に、英名はJosé（2016）従う。
・T. s. gratus ガボンシタツンガ Western Sitatunga
　中部アフリカ赤道以北周辺と一部ガンビア周辺に生息する。白斑は個体差が大きい。後脚が長く猫背に見える。角は１〜２回捻れる。
・T. s. spekeii ニアンザシタツンガ East African Sitatunga
　南スーダン〜タンザニアに生息する。オスは灰褐色、メスは鮮やかな赤褐色である。蹄が長く、角は半〜１回捻れる。
・T. s. sylvestris ヌコシシタツンガ Nkosi Island Sitatunga 
　ニアンザシタツンガに近い亜種で、ヴィクトリア湖セセ諸島（英語版）ヌコシ島に生息する。食物が制限されているためか、体と角が小さい。 
・T. s. selousi ザンベジシタツンガ Zambezi Sitatunga
　コンゴ南部からコンゴ民主共和国中央部、ザンビア、タンガニーカ湖南端、ナミビア、ボツワナ北部などの湿地環境に生息する。オスは茶色がかった灰色、メスは濃い褐色。斑点はオスがなく、メスはあっても微か。角は1~1.5回捻れる。

## 生態
沼や湿地、ヨシ原等に生息する。夜行性。群れは形成せず、単独もしくはペアで生活する。危険を感じると走って逃げたり水中に飛びこむ。水中では鼻先だけを水面に出して、外敵が立ち去るまでやり過ごす。
食性は植物食で、草（アシ、スゲ等）等を食べる。
繁殖形態は胎生で、1回に1頭の幼獣を産む。

## 画像

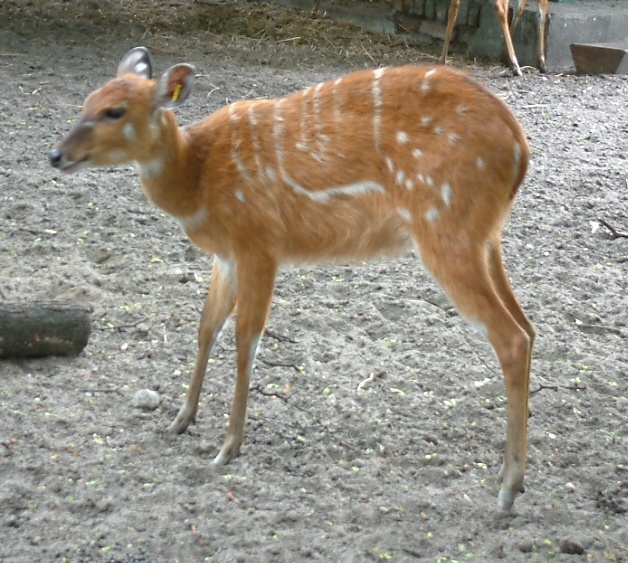
メス
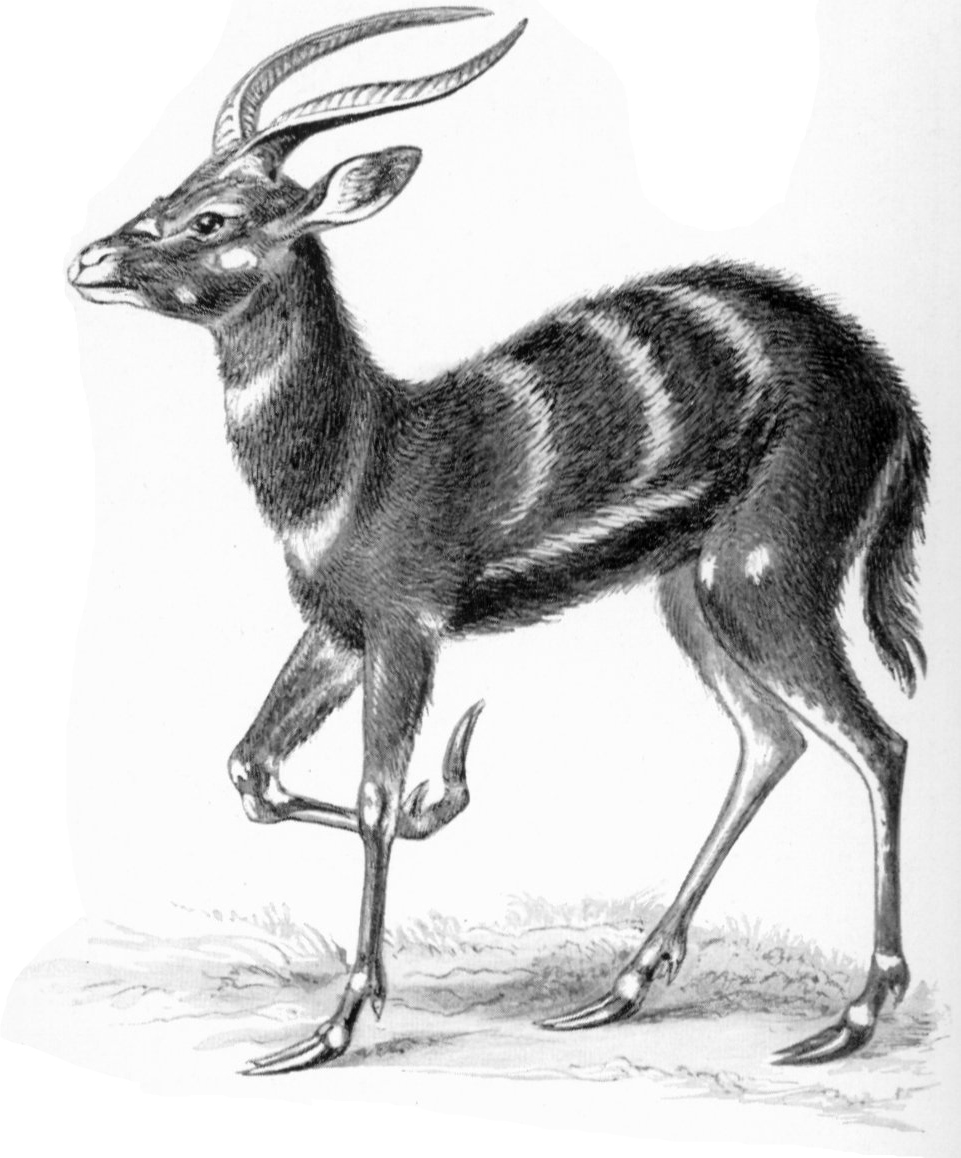
イラスト（オス）